# 후진항 (양양군)
후진항은 대한민국 강원특별자치도 양양군 강현면 용호리에 있는 어항이다. 2007년 3월 22일 어촌정주어항으로 지정되었다. 시설관리자는 양양군수이다.

## 어항 구역
- 수역: 본 방파제 기점 북측지점(X:514,594.787 Y:166,737.589)에서 정동방향으로 400m 이동한 점(X:514,594.787 Y:167,137.589)과 이 점에서 정남방향으로 280m 이동한 점(X:514,314,787 Y:167,137.589), 이 점에서 정서방향으로 육지부를 연결한 선(X:514,314.787 Y:166,849.970)을 따라 형성된 공유수면(78,447m2)[1]
- 육역: 양양군 강현면 용호리 4-6 외 7필지(14,161m2)[2] (상세내역 생략)

## 개발 계획
2010년 10월 7일 양양군이 고시한 개발계획은 다음과 같다.
- 방파제 289m, 방사제 165m(보강 74.7m), 물양장 30m, 호안 215m, 친수호안 60m, 준설 1식, 기능시설 1식, 복지관광시설 1식[1]